# تومي جيمل
تومي جيمل (بالإنجليزية: Tommy Gemmell) (مواليد 16 أكتوبر 1943 في اسكتلندا - الوفاة 2 مارس 2017)، كان لاعب كرة قدم ومدرب اسكتلندي كان يلعب كمدافع. لعب خلال مسيرته 380 مباراة سجل خلالها 51 هدفاً.

## مسيرته الكروية
لعب تومي جيمل خلال مسيرته الاحترافية مع 3 أندية في ستة عشر موسمًا وسجل خلالها 52 هدفًا ضمن 380 مباراة. حيث فاز في خمسة مواسم بالكأس وفي سبعة مواسم بالدوري.
خاض تومي جيمل مسيرته مع نادي سلتيك في موسم 1962–63 ليلعب معه عشرة مواسم، مشاركًا في 247 مباراة سجل خلالها 38 هدفًا. ثم انتقل إلى نادي نوتينغهام فورست في موسم 1971–72 ولمدة موسمين، حيث شارك في 39 مباراة سجل خلالها 6 أهداف. لينتقل بعدها إلى نادي دندي في موسم 1973–74 ليلعب معه أربعة مواسم، مشاركًا في 94 مباراة سجل خلالها 8 أهداف.

## روابط خارجية
- تومي جيمل على موقع الاتحاد الأوربي (الإنجليزية)
- تومي جيمل على موقع الاتحاد الإسكتلندي (الإنجليزية)
- تومي جيمل على موقع قاعدة بيانات كرة القدم.إي يو (الإنجليزية)
- تومي جيمل على موقع ناشيونال فوتبول تيمز (الإنجليزية)
- تومي جيمل على موقع Soccerbase.com (لاعب) (الإنجليزية)
- تومي جيمل على موقع عالم كرة القدم.نت (الإنجليزية)